# Клівіо
Клівіо (італ. Clivio) — муніципалітет в Італії, у регіоні Ломбардія, провінція Варезе.
Клівіо розташоване на відстані близько 530 км на північний захід від Рима, 50 км на північний захід від Мілана, 10 км на північний схід від Варезе.
Населення — 1967 осіб (2014).
Щорічний фестиваль відбувається 29 червня. Покровитель — Santi Pietro e Paolo.

## Демографія
Населення за роками:

Станом на 1 січня 2023 року в муніципалітеті офіційно проживало 70 іноземців з 24 країн, серед них 12 громадян країн Євросоюзу та 11 громадян України.

## Сусідні муніципалітети
- Арцо
- Безаціо
- Кантелло
- Лігорнетто
- Сальтріо
- Стабіо
- Віджу